# 風土記
風土記（ふどき）とは、一般には地方の歴史や文物を記した地誌のことを指すが、狭義には、日本の奈良時代に地方の文化風土や地勢等を国ごとに記録編纂して、天皇に献上させた報告書をさす。正式名称ではなく、ほかの風土記と区別して「古風土記」ともいう。律令制度の各国別で記されたと考えられ、幾つかが写本として残されている。

## 古風土記
奈良時代初期の官撰の地誌。元明天皇の詔により各令制国の国庁が編纂し、主に漢文体で書かれた。律令制度を整備し、全国を統一した朝廷は、各国の事情を知る必要があったため、風土記を編纂させ、地方統治の指針とした。
『続日本紀』の和銅6年5月甲子（ユリウス暦713年5月30日、先発グレゴリオ暦6月3日）の条が風土記編纂の官命であると見られている。ただし、この時点では風土記という名称は用いられておらず、律令制において下級の官司から上級の官司宛に提出される正式な公文書を意味する「解」（げ）と呼ばれていたようである。なお、記すべき内容として下記の五つが挙げられている。
1. 国郡郷の名（好字を用いて）
2. 産物
3. 土地の肥沃の状態
4. 地名の起源
5. 伝えられている旧聞異事

現存するものは全て写本で、『出雲国風土記』がほぼ完本、『播磨国風土記』、『肥前国風土記』、『常陸国風土記』、『豊後国風土記』が一部欠損した状態で残る。その他の国の風土記も存在したと考えられているが、現在は後世の書物に逸文として引用されるのみである。ただし、逸文とされるものの中にも、本当にオリジナルの風土記の記述であるか疑問が持たれているものも存在する。

### 各国の風土記
- 太字は写本として現存するもの。
- ※は逸文として他の書物に残っているもの。
- 無印は逸文であるか疑わしいものしか残っていないか、未発見のもの。

#### 畿内
- 山城国風土記※
- 大和国風土記
- 摂津国風土記※
- 河内国風土記
- 和泉国風土記

#### 東海道
- 伊賀国風土記
- 伊勢国風土記※
- 志摩国風土記
- 尾張国風土記※
- 参河国風土記
- 遠江国風土記
- 駿河国風土記
- 伊豆国風土記
- 甲斐国風土記
- 相模国風土記
- 下総国風土記
- 上総国風土記
- 常陸国風土記

#### 東山道
- 近江国風土記
- 美濃国風土記
- 飛騨国風土記（飛騨国#名称と表記を参照）
- 信濃国風土記
- 陸奥国風土記※

#### 北陸道
- 若狭国風土記
- 越前国風土記
- 越後国風土記※
- 佐渡国風土記

#### 山陰道
- 丹後国風土記※
- 丹波国風土記
- 但馬国風土記
- 因幡国風土記
- 伯耆国風土記※
- 出雲国風土記
- 石見国風土記

#### 山陽道
- 播磨国風土記
- 美作国風土記
- 備前国風土記
- 備中国風土記※
- 備後国風土記※

#### 南海道
- 紀伊国風土記
- 淡路国風土記
- 阿波国風土記※
- 讃岐国風土記
- 伊予国風土記※
- 土佐国風土記※

#### 西海道
- 豊前国風土記※
- 豊後国風土記
- 肥前国風土記
- 肥後国風土記※
- 筑前国風土記※
- 筑後国風土記※
- 日向国風土記※
- 大隅国風土記※
- 薩摩国風土記
- 壱岐国風土記※
- 対馬国風土記

## 中国の風土記
中国の書籍の名。晋の平西将軍の周処による『周処風土記』に始まり、盧植による『冀州風土記』、沈瑩による『臨海風土記』、陸恭之によるとされる風土記、『後魏風土記』などがあったといわれるが、存在が確認できるわけではない。辺境生活の見聞をまとめたものであろうといわれるが、詳細は不明。

## 古風土記以外の風土記
『遠江國風土記傳』、『三河後風土記』、『東北後風土記』、『斐太後風土記』、『新編武蔵風土記』、『新編相模風土記』、『新編会津風土記』、『佐倉風土記』、『今日の風土記』等が挙げられる。

## 注解刊行
- 武田祐吉編『風土記』岩波書店〈岩波文庫〉1937年4月
- 土橋寛・小西甚一校注『古代歌謡集』岩波書店〈日本古典文学大系3〉1957.7
- 秋本吉郎校注『風土記』岩波書店〈日本古典文学大系2〉1958年4月、新装版1993年10月
- 加藤義成『校注出雲国風土記』千鳥書房、1965年12月
- 有馬徳『常陸国風土記註釈』太平洋出版、1973年2月
- 曽倉岑・金井清一『古事記 ; 風土記 ; 日本霊異記』尚学図書〈鑑賞日本の古典1〉1981年9月
- 田中卓校注『風土記』神道大系編纂会〈神道大系 古典編7〉1994年3月
- 植垣節也校注・訳『風土記』小学館〈新編日本古典文学全集5〉1997年10月
- 上代文献を読む会編『風土記逸文注釈』翰林書房、2001年2月
- 松本直樹注釈『出雲国風土記注釈』新典社〈新典社注釈叢書13〉2007年11月
- 橋本雅之編『風土記』KADOKAWA〈角川文庫〉2021年11月

## 関連文献
- 兼岡理恵『風土記受容史研究』笠間書院、2008年2月。ISBN 978-4-305-70374-3
- 三浦佑之『風土記の世界』岩波書店〈岩波新書〉2016年4月。ISBN 978-4-00-431604-6
- 松本直樹『神話で読みとく古代日本：古事記・日本書紀・風土記』筑摩書房〈ちくま新書〉2016年6月。ISBN 978-4-480-06895-8
- 橋本雅之『風土記：日本人の感覚を読む』KADOKAWA〈角川選書577〉2016年10月。ISBN 978-4-04-703582-9
- 林﨑治恵『風土記本文の復元的研究』汲古書院、2017年11月。ISBN 978-4-7629-4220-4
- 瀧音能之『風土記から見る日本列島の古代史』平凡社〈平凡社新書〉2018年6月。ISBN 978-4-582-85883-9
- 廣岡義隆『風土記考説』和泉書院〈研究叢書546〉2022年5月。ISBN 978-4-7576-1031-6
- 衛藤恵理香『『常陸国風土記』の表現と方法：地名と歌謡』和泉書院〈和泉選書198〉2023年3月。ISBN 978-4-7576-1065-1
- 奥田俊博『風土記文字表現研究』汲古書院、2024年2月。ISBN 978-4-7629-3687-6
- 飯泉健司『播磨国風土記を読み解く：住まうための文学』武蔵野書院、2024年8月。ISBN 978-4-8386-1015-0